# 卡拉瓦尼亚
卡拉瓦尼亚，是西班牙马德里自治区的一个市镇。总面积48平方公里，总人口1167人（2001年），人口密度24人/平方公里。